# Малый Рын-Дудорово
 Малый Рын-Дудорово  — деревня в Лебяжском районе Кировской области.

## География
Расположена на расстоянии примерно 17 км на юг от райцентра поселка  Лебяжье.

## История
Известна с 1873 года как починок Рын, в 1905 году здесь (Малый Рын или Дудорово) дворов 28 и жителей 148, в 1926 (Малый Рын Дудоров или Малый Рын Русский) 79 и 164, в 1950 33 и 119, в 1989 оставалось 49 постоянных жителей. Настоящее название утвердилось с 1950 года.  В период 2006-2012 годов входила в состав Кокоревского сельского поселения, в 2012-2020 годов входила в состав Михеевского сельского поселения до упразднения последнего.

## Население
Постоянное население составляло 78 человек (русские 77%) в 2002 году, 63 в 2010.